# جين كافنديش
عاشت الليدي جين كافنديش في الفترة بين (1621-1699)، وهي ابنة ويليام كافنديش، دوق نيوكاسل، وزوجة تشارلز تشيني، فيسكونت نيوهافن. برزت جين كشاعرة وكاتبة مسرحية موهوبة. خلال فترة الحرب الأهلية الإنجليزية، ساعدت جين والدها في إدارة ممتلكات العائلة بينما كان هو في المنفى. لعبت دورًا هامًا في المراسلات العسكرية والحفاظ على العديد من ممتلكات العائلة القيّمة. لاحقًا في حياتها، أصبحت جين عضوة بارزة في مجتمع تشيلسي. استخدمت مواردها لتحسين كنيسة تشيلسي وتقديم المساعدة لأصدقائها وجيرانها. تميزت حياة جين وأعمالها بالحيوية والنزاهة والمثابرة والإبداع، فهي تروي قصة الروح التي لا تقهر لامرأة ملكية خلال الحرب الأهلية الإنجليزية والاسترداد.

## بداية حياتها
وُلِدت جين كافنديش عام 1621 لوالدها ويليام كافنديش وزوجته الأولى إليزابيث باسيت هوارد. نشأت جين في بيئة مزدهرة ومُحبة. جاء جزء كبير من ثروة ويليام من جدته، إليزابيث هاردويك، التي عرفت باسم «بيس أوف هاردويك». كانت بيس من أقطاب العقارات في عصر النهضة، وتركت لعائلة ويليام ثروة هائلة، ورثت عائلة ويليام ثروة بيس هاردويك وممتلكاتها ومنسوجاتها المميزة، وشكّلت بيس نموذجًا للسلوك الأنثوي المستقل لبنات ويليام. خلال حياته، واصل ويليام تعزيز ثروة بيس وممتلكاتها- جزئيًا من خلال زواجه من هوارد، التي كانت وريثة ثرية أرملة وقت زواجهما.
لم تقتصر طموحات ويليام كافنديش على الجانب الاجتماعي والمالي فقط، بل امتدت لتشمل طموحات أدبية هائلة. سعى لتحقيقها من خلال كتاباته الخاصة، لكنه ركّز أكثر على توطيد علاقاته مع مجموعة واسعة من الشعراء والكتّاب المسرحيين، مثل بن جونسون وتوماس شادويل وجون درايدن. نشأت جين، بفضل العلاقات الأدبية والسياسية لوالدها، في عالم غنيّ بالمبالغات التي ميزت بلاط الملك تشارلز الأول منذ صغرها. امتلكت جين عددًا من الفساتين الأنيقة، العديد منها مصنوع من المخمل الفاخر، بالإضافة إلى مجموعة رائعة من الملابس والمفارش الكتّانيّة. مع ذلك، فإن الأكثر دلالة من هذه العلامات على مكانتها الاجتماعية هي بعض الآثار المبكرة لتطورها الأدبي. في أحد كتب المخطوطات لوالدها (الآن مجموعة جامعة نوتنغهام بورتلاند، Pw V 25:21-22)، ردّت جين على مقطع كوبليه لوالدها «جين العزيزة / أعلم أنك كاتبة نادرة، ولديك مهارة كتابة لا مثيل لها. دبليو.إن» بالأبيات التالية: «يا سيّدي، أعلم أنّك تُمازحني، فأكتبُ هذا الردّ طاعةً لك، لا شيء سوى كلماتٍ من جين كافنديش». على الرغم من أنّ ويليام كتب أبياتًا مشابهة لكلّ من أطفاله، غير أنّ جين وأحد إخوتها فقط هما من سجّلَا ردًّا، وكان ردّ جين أذكى بكثير من ردّ أخيها. يبدو أنّ تقييم والدها لها «كاتبة ماهرة» قد استمرّ في حياتها الرّاشدة، إذ تعاونت مع أختها في بعض الوثائق الأدبيّة وكتبت أيضًا شعرها الخاصّ.